# Rüdi Lins
Pour les articles homonymes, voir Lins (homonymie).
Rudolf "Rüdi" Lins, né le 28 juin 1944 à Bludenz, est un ancien pilote automobile de courses de côte et sur circuits autrichien.

## Biographie
Son père était garagiste agréé Volkswagen à  Bludenz, et devient l'un des premiers concessionnaires Porsche d'Autriche.
Il devint le premier autrichien à devenir champion d'Europe de la spécialité, trois ans avant Johannes Ortner, et fut pilote d'usine pour Porsche durant la seconde moitié des années 1960.
Il cessa sa carrière en sports automobiles après avoir terminé 10e des 1 000 km de l'Österreichring en 1971 avec Erwin Kremer, reprenant la concession familiale au milieu des années 1970 après quelques années de voyages à travers le monde.

## Palmarès

### Titres
- Champion d'Europe de la montagne en catégorie Touring Car, en 1970 et 1971 sur Porsche 906 Carrera 6 (Gr. S);
- Triple Champion d'Autriche de la montagne en catégorie Sport Car, en 1966, 1967 et 1968 (le tout sur Porsche 906 Carrera 6);
- Champion d'Autriche des voitures de sport, en 1965 sur Porsche 356;

### Victoire notable en course de côte
- Dobratsch, en 1968;

### Résultats sur circuits
- 2e des 1000 km de Paris, en 1968 sur Porsche 910 avec Vic Elford;
- 3e des 6 Heures de Watkins Glen, en 1969 sur Porsche 908 avec Joe Buzzetta;
- 3e des 24 Heures du Mans (pour 3 participations), en 1970 sur Porsche 908 2L. du Martini Racing team avec le DrElmut Marko;
- 4e des 1 000 kilomètres du Nürburgring, en 1969 sur Porsche 908 avec Richard Attwood.